# Liste der Gemeindeverbände im Département Haute-Vienne
Das Département Haute-Vienne liegt in der Region Nouvelle-Aquitaine in Frankreich. Es untergliedert sich in 13 Gemeindeverbände.
Siehe auch: Liste der Gemeinden im Département Haute-Vienne

## Gemeindeverbände

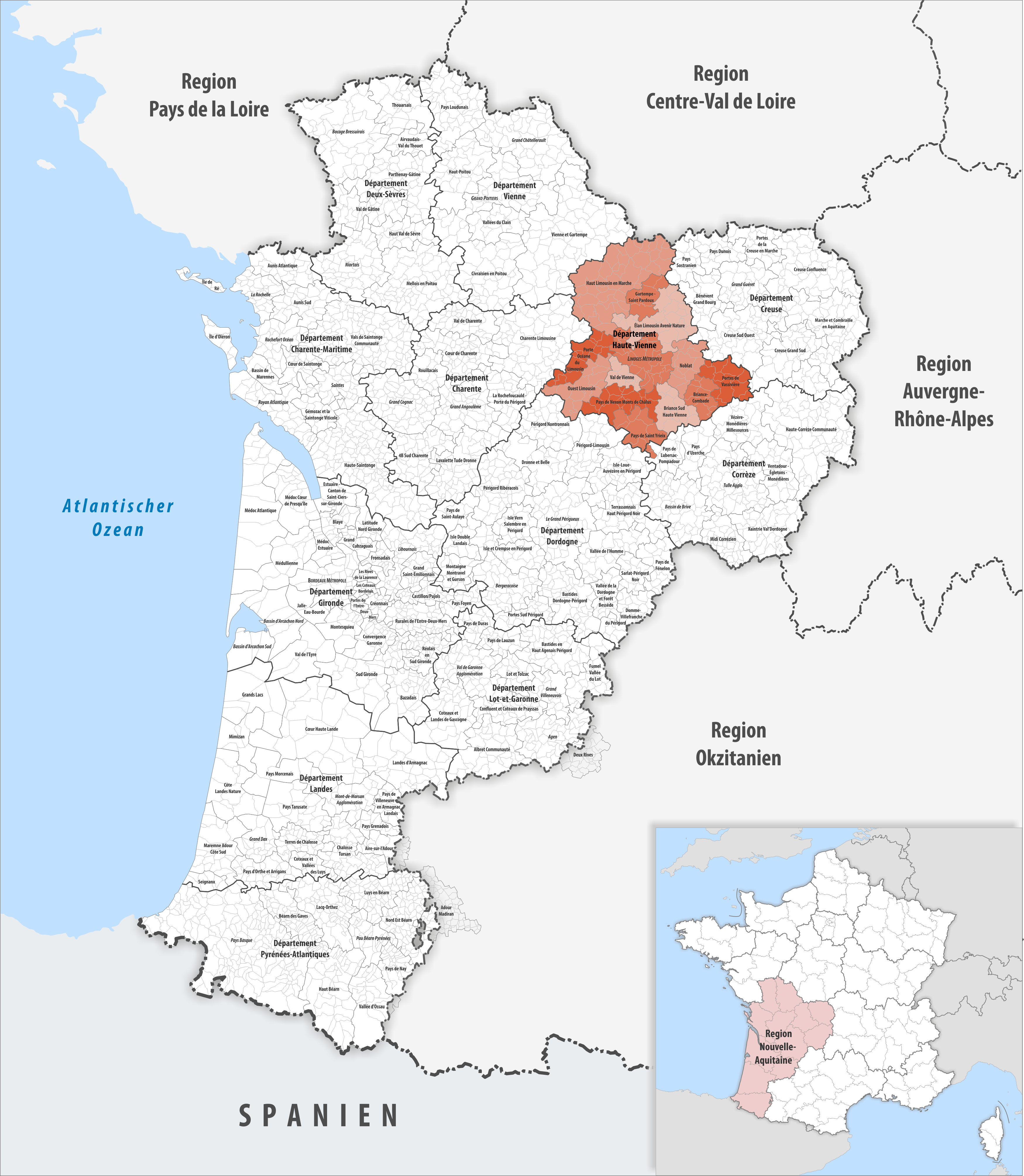
Gemeindeverbände im Département Haute-Vienne

| Gemeindeverband               | Gemeinden im Départ./Verband | Einwohner 1. Januar 2022 | Fläche km² | Dichte Einw./km² | SIREN- Nummer | Rechtsform             | Gründungsdatum    |
| ----------------------------- | ---------------------------- | ------------------------ | ---------- | ---------------- | ------------- | ---------------------- | ----------------- |
| Briance Combade               | 10/10                        | 5.380                    | 230,97     | 23               | 248 719 338   | Communauté de communes | 11. Dezember 2002 |
| Briance Sud Haute Vienne      | 11/11                        | 9.158                    | 326,04     | 28               | 200 040 814   | Communauté de communes | 1. Januar 2014    |
| Élan Limousin Avenir Nature   | 24/24                        | 27.459                   | 611,45     | 45               | 200 066 512   | Communauté de communes | 19. Oktober 2016  |
| Gartempe Saint-Pardoux        | 6/6                          | 5.115                    | 244,77     | 21               | 248 719 262   | Communauté de communes | 23. Dezember 1999 |
| Haut Limousin en Marche       | 40/40                        | 22.394                   | 1.266,22   | 18               | 200 071 942   | Communauté de communes | 16. Dezember 2016 |
| Limoges Métropole             | 20/20                        | 207.147                  | 520,58     | 398              | 248 719 312   | Communauté urbaine     | 22. November 2002 |
| Noblat                        | 12/12                        | 11.745                   | 324,46     | 36               | 248 719 361   | Communauté de communes | 11. Juni 2004     |
| Ouest Limousin                | 16/16                        | 11.370                   | 421,38     | 27               | 200 066 520   | Communauté de communes | 19. Oktober 2016  |
| Pays de Nexon-Monts de Châlus | 15/15                        | 13.133                   | 395,16     | 33               | 200 070 506   | Communauté de communes | 9. Dezember 2016  |
| Pays de Saint-Yrieix          | 7/9                          | 12.161                   | 338,09     | 36               | 248 700 189   | Communauté de communes | 31. Dezember 1996 |
| Porte Océane du Limousin      | 13/13                        | 25.686                   | 338,08     | 76               | 200 059 400   | Communauté de communes | 1. Januar 2016    |
| Portes de Vassivière          | 12/12                        | 5.698                    | 364,22     | 16               | 248 719 353   | Communauté de communes | 30. Dezember 2003 |
| Val de Vienne                 | 9/9                          | 16.305                   | 157,32     | 104              | 248 719 288   | Communauté de communes | 18. Dezember 2000 |